# هاري هيمستيد
هاري هيمستيد (بالإنجليزية: Harry Hempstead)‏ هو شخصية أعمال أمريكي، ولد في 25 يونيو 1868 في فيلادلفيا في الولايات المتحدة، وتوفي في 26 مارس 1938 في نيويورك في الولايات المتحدة.